# Corney
Corney – wieś w Anglii, w Kumbrii. Leży 71 km na południe od miasta Carlisle i 379 km na północny zachód od Londynu.